# Марк Дезе
Марк Дезе (хол. Mark Deuze; Ренкум, 19. јун 1969), често правописно неправилно као „Деузе” или „Дојзе”, јесте холандски комуниколог и професор за медијске студије на Универзитету у Амстердаму. Централни дио његовог рада чини критички осврт на интеракцију нових медија и друштва, нарочито у области професионалне медијске продукције и употребе медија. Опширно је писао о интернет новинарству и дигиталној култури.

## Биографија
Марк Дезе је од 1988. до 1992. године студирао журналистику на „Fontys Hogeschool“ у Тилбургу. Од 1992. године студирао је историју и комуникационе студије најприје на Free University of Amsterdam, а касније на „Randse African University“. Године 2002. дипломирао је на Универзитету у Амстердаму, гдје остаје да ради до 2004. године. Као Фулбрајтов стипендиста одлази на Универзитет Јужне Калифорније у Лос Анђелесу. Од 2005. године ради, прво као предавач, а затим као професор на Катедри за телекомуникације на Универзитету Индијана у Блумингтону. Јуна 2013. године, Дезе почиње да ради као професор новинарства на Универзитету у Амстердаму. Од 2007. до 2011. године био је хонорарни професор новинарства и нових медија на Универзитету у Лејдену. Као новинар радио је за „Picture“ у Јужној Африци, те за „De Telegraaf“ у Холандији. Као гостујући професор предавао је у разним школама и одељењима у области новинарства, комуникација и медија у Холандији, Белгији, Немачкој, Финској, Норвешкој, Данској, Португалу, Јужној Африци, Аустралији, Новом Зеланду, Великој Британији и Сједињеним Америчким Државама. На друштвеним мрежама, сајтова као што су „De nieuwe reporter” и на свом блогу учествује у медијским дебатама..

## Истраживања
Деуз-ова истраживачка интересовања обухватају културне и технолошке конвенције медијске културе у цјелини и креативне индустрије посебно. То значи да је посебно заинтересован за професионални идентитет људи који раде у медијима – новинарство, рекламирање, односи с јавношћу, филм, радио и телевизија, веб дизајн. Ови стручњаци су најдиректније погођени широким друштвеним трендом културне продукције у којој је разлика између прављења и коришћења медија нестала. Марк Дезе се фокусира на живот потпуно уроњен у медијима, где се сва наша искуства ослањају на медије – медијски живот.
Марк Дезе сматра да постоје четири врсте онлајн новинарства. Као критеријум за ову поделу узима два феномена и њихов међусобни однос : уреднички садржај и јавну повезаност уз помоћ веб стране. Уреднички садржај, по њему, дефинисан је као све оно што новинар конструише, створи и публикује на онлајн издању. Мисли се при томе и на писану реч, слике, аудио записе. А под јавном повезаношћу подразумева јавну комуникацију, која је и слободна или, како он то означава комуникација без формалних препрека у приступу. Онлајн новинарство, према Деузу, има неколико врста организације садржаја на страницама:
- водеће информативне стране,
- индекс и категоријске странице
- метастранице и коментаторске странице
- заједничке странице и странице за дискусију.

Главна заједничка особина ових врста онлајн страница јесте компјутерско окружење и одређеност компјутерским софтверским и хардверским програмима.
Нелинеаран стил извјештавања један је од императивних услова доброг онлајн новинарства, сматра Марк Дезе. Поред ове детерминанте наводи и посједовање оригиналног садржаја, који се постиже :
- писањем новинарског текста комбиновањем технике извјештавања и анализе
- коришћењем више извора – у смислу да се лакше може проширити број извора
- упућивањем на тему истраживања кроз линкове и под-линкове.

Сви ови елементи одређују респектабилност онлајн новинарства у свијету културе интернет медија. За писање на вебу велики значај има и разликовање хипертекстуалности онако како је то чинио Марк Дезе. Он разликује двије врсте онлајн хипертекстуални, зависно од тога на шта упућују. Унутрашњу хипертекстуалност – која не отвара пут до неког новог садржаја већ спирално води до одабраног дела истог садржаја. Спољна хипертекстуалност – упућује хиперлинковина на неке друге садржаје на вебу. Ова врста примјењује ризомски концепт кретања кроз мрежне текстове и садржаје друге врсте. Ова врста је комплексија и примјењују је само развијенији веб-сајтови.
Интерактивност на мрежи доминантан је потенцијал веба. По Марку Деуз-у, светска мрежа може имати три облика интерактивности:
- навигациону интерактивност
- функционалну интерактивност
- прилагодљиву интерактивност

Навигациони дјелови веб-сајта често су једноставан облик интерактивности. То је двосмерна активност коју корисник чини уз упутство софтвера или уредника странице. Ове врсте интерактивности имају сви сајтови, јер су саставни делови оперативног система компјутера. Функционална интерактивност остварује се преко директних линкова, система огласне табле. Овај облик је врло чест на сајтовима, и поред навигационе интерактивности, чини најразвијеније облике интерактивности. Прилагодњива интерактивност је веома софистицирана. Оне треба да прилагоде свој садржај захтеву посетиоца сајта. Још један ниво интерактивности коју предлаже Дезе је запажајућа интерактивност странице, која се заснива на мерењу степена посећености сајта. Анализа и праћење јавног интереса за садржај одређеног сајта подразумева и мјерење показаног интереса за поједине делове онлајн садржаја, конструкцију садржаја сајта у складу са захтјевима, али и подстицај уредника за постављање неких садржаја на сајт у најчешће траженом формату. Један од начина да се оствари оваква анализа јесте праћење адресара посетиоца текста. Из тог електронског сандучића може се одредити не само колико има посјетилаца, на којим деловима сајта се највише задржавају, а где најмање. То је снажна и поуздана повратна информација, која омогућава организацију медијског сајта и припрему његовог садржаја у складу са реалним потребама и интересовањима корисника.